# Dieterskirchen
Dieterskirchen je obec v německé spolkové zemi Bavorsko, v zemském okrese Schwandorf ve vládním obvodu Horní Falc.

## Poloha
Obec se nachází v regionu Oberpfalz-Mitte mezi městy Neunburg vorm Wald a Oberviechtach v údolí Aschatal.

### Sousední obce
Dieterskirchen sousedí s následujícími obcemi: od severu Oberviechtach, Winklarn, Thanstein, Neunburg vorn Wald, Schwarzhofen a Niedermurach.
| Růžice kompasu | Niedermurach 6 km | Oberviechtach 6 km      | Winklarn 6 km  | Růžice kompasu |
| Růžice kompasu | Niedermurach 6 km | Sever                   | Thanstein 6 km | Růžice kompasu |
| Růžice kompasu | Niedermurach 6 km | Dieterskirchen          | Thanstein 6 km | Růžice kompasu |
| Růžice kompasu | Niedermurach 6 km | Jih                     | Thanstein 6 km | Růžice kompasu |
| Růžice kompasu | Schwarzhofen 6 km | Neunburg vorm Wald 5 km | Thanstein 6 km | Růžice kompasu |